# Novo Selo (Struga)
Pour les articles homonymes, voir Novo Selo.
Novo Selo (en macédonien Ново Село, en albanais Novo Sella) est un village du sud-ouest de la Macédoine du Nord, situé dans la municipalité de Struga. Le village comptait 280 habitants en 2002. Il est majoritairement albanais.

## Démographie
Lors du recensement de 2002, le village comptait :
- Albanais : 235 ;
- Autres : 45.